# Llengua de signes nicaragüenca
La llengua de signes nicaragüenca (o ISN, idioma de señas de Nicaragua o idioma de signos nicaragüense) és una llengua de signes desenvolupada espontàniament per nens sords en diverses escoles a l'oest de Nicaragua en la dècada dels 70 i 80. És d'interès particular per als lingüistes perquè ofereix una oportunitat única per estudiar el "naixement" d'una nova llengua.

## Història
Abans de la dècada dels 70, no hi havia cap comunitat de sords a Nicaragua. Les persones sordes estaven àmpliament aïllades de la resta de la gent, i feien servir sistemes senzills de signes casolans i gesticulacions per a comunicar-se amb les seves famílies i amics. Les condicions necessàries perquè sorgís una nova llengua es van donar el 1977, quan un centre d'educació especial va establir un programa al qual inicialment van assistir 50 nens sords. El nombre d'alumnes de l'escola (al barri de San Judas de Managua) va créixer fins a 100 el 1979, l'any de la revolució sandinista.
El 1980 es va obrir una altra escola vocacional per a adolescents sords a la zona de Managua anomenada Villa Libertad. El 1983 ja hi havia uns 400 estudiants sords enrolats en les dues escoles. Inicialment el programa lingüístic prioritzava l'espanyol parlat i la lectura de llavis, l'ús de signes per part dels professors es limitava als signes simples per lletrejar amb els dits. El programa no va tenir gaire èxit, la majoria dels estudiants no aconseguien entendre el concepte de les paraules. Però, mentre els nens continuaven lingüísticament desconnectats dels seus professors, el temps d'esbarjo i els viatges diaris d'anada i tornada en autobús eren espais fèrtils per la comunicació entre ells: de la combinació de gestos i elements dels seus sistemes de signes casolans ràpidament en va emergir un llenguatge nou, primer en forma de llenguatge pidgin i després en forma de llengua criolla. Estaven creant la seva pròpia llengua. Aquesta primera forma pidgin s'ha anomenat lenguaje de signos nicaragüense (LSN), i encara és fet servir pels que eren adolescents quan van assistir a l'escola en aquella època.
El personal de l'escola, ignorant del desenvolupament d'aquesta altra llengua, veia la gesticulació dels nens com a mímica i pensaven que deixaven d'aprendre espanyol. Incapaços d'entendre què es deien els nens entre ells, van demanar ajuda externa i el juny de 1986, el Ministeri d'Educació va contactar Judy Kegl, una lingüista de la llengua americana de signes de la Northeastern University. Quan Kegl i altres investigadors van començar a analitzar la llengua, es van adonar que els nens més petits havien portat la forma pidgin dels nens més grans a un nivell més alt de complexitat, amb concordança verbal i altres convencions gramaticals. Aquest llenguatge més complex és el que es coneix ara com a idioma de señas de Nicaragua (ISN).
Recentment s'han publicat articles sobre aquest cas en Science i en altres publicacions, i ha rebut l'atenció de la National Public Radio.

## ISN i els lingüistes
L'ISN representa la formació d'una nova llengua sense una comunitat adulta de "parlants" fluents nadius, la qual cosa és bastant inusual. Els criolls normals es desenvolupen de la mescla pidgin de dues (o més) comunitats distintes de parlants fluents, però aquesta llengua es desenvolupà a partir d'un grup de gent jove només amb uns sistemes i gestos no convencionals de signes casolans.
Alguns lingüistes veuen el que ha passat a Managua com a prova que l'adquisició del llenguatge està codificada a dins del cervell humà. Steven Pinker, autor de The Language Instinct sosté que "El cas nicaragüenc és absolutament únic en la història". "Hem pogut veure com són els nens -no els adults- els que han generat la llengua, i hem pogut enregistrar la manera com ha passat amb molts detalls per l'estudi científic. I és el primer i únic cop que hem pogut veure la creació d'una llengua del no-res".
Des de 1990, altres investigadors han començat a estudiar el desenvolupament d'aquesta llengua única i de la seva comunitat (incloent Ann Senghas, Marie Coppola, Richard Senghas, Laura Polich, etc.). Encara que cadascú d'ells té la seva interpretació única dels fets que han portat a la formació i el desenvolupament d'aquesta llengua, tots coincideixen que el fenomen estudiat és una de les fonts més riques sobre l'emergència d'una llengua descoberta fins a l'actualitat.

## Controvèrsia

### Quan és un llenguatge?
Els investigadors no es posen d'acord a assenyalar en quin estat del desenvolupament de l'ISN ja es podia considerar que era una llengua de cap a peus. Coppola opina que els sistemes de signes de les famílies aïllades de Nicaragua ja posseïen components que podien considerar-se una llengua. Kegl creu que després d'un estat intermedi, on els gestos de contacte es van anar ajuntant i van desenvolupar una comunicació de contacte suficient per fer creure als nois joves que allò que rebien era una llengua a aprendre, la primera generació de joves va adquirir una llengua tan completa i rica com qualsevol altra llengua coneguda i que els canvis subsegüents constitueixen el procés esperat de canvi històric. A. Senghas creu que l'ISN va esdevenir més i més complex després que fessin servir grups successius de parlants joves.

### Imperialisme lingüístic
Des del principi de la seva recerca a Nicaragua el 1986 i fins que la llengua de signes nicaragüenca va estar ben establerta, Kegl va tenir cura de no introduir altres llengües de signes que conegués amb anterioritat, en particular la llengua de signes americana (LSA), a la comunitat de sords de Nicaragua. Una mena d'imperialisme lingüístic s'havia estat esdevenint internacionalment durant dècades on individus feien servir la LSA en poblacions de gent sorda d'altres països, a vegades suplantant les llengües locals ja existents. La política de Kegl va ser la de documentar i estudiar, en comptes d'imposar o canviar la llengua o la comunitat. Mentre no va interferir perquè els sords nicaragüencs fossin exposats a altres llengües, no va proporcionar cap oportunitat perquè això passés. D'altra banda, va documentar els contactes i les influències amb altres llengües que van començar en la dècada dels 90 i que continuen influenciant l'ISN com altres llengües en contacte s'influencien mútuament.
No obstant això, alguns experts s'han oposat amb el que ells han anomenat "l'ètica d'aïllar els nens nicaragüencs". Felicia Ackerman, professora de filosofia a la Brown University, va escriure una carta al Times registrant les seves objeccions. Respecte a la por de Kegl de "matar la llengua indígena," va escriure Ackerman, "Evidentment, ella prefereix matar les perspectives de vida d'aquests nens, deixant-los incapaços per comunicar-se amb el món exterior."
En canvi, Kegl i el seu marit, treballant en Nicaraguan Sign Language Projects, Inc., no sols han treballat amb sords de Nicaragua per documentar la seva pròpia llengua nativa, sinó que la seva organització també ha recollit i distribuït fons per establir una escola per a sords a la costa atlàntica de Nicaragua portada completament per mestres sords nicaragüencs; ha donat suport a aquests mestres per preparar mestres sords d'altres escoles de Nicaragua, ha portat nombrosos estudiants sords i mestres sords de Nicaragua als Estats Units per a un desenvolupament curricular més intens i per preparar-se com a mestres, i ha finançat sords nicaragüencs per assistir a conferències internacionals com "The Theoretical Issues in Linguistic Research Conference" a Amsterdam i "Deaf Way IV" a Washington.

### Proves de capacitats innates per al llenguatge
William Stokoe, conegut per molts com el pare de la lingüística de la llengua de signes americana, no està d'acord que l'aparició de l'ISN sigui una prova d'un mecanisme d'adquisició del llenguatge. Stokoe també qüestiona afirmacions com que la llengua va emergir sense cap tipus d'influència externa, de (per exemple), l'espanyol o la LSA. Aquestes afirmacions estan basades en l'especulació més que en proves directes. Les proves recollides fins ara indiquen una manca d'accés a l'espanyol i a la LSA en els processos inicials d'aparició de la llengua. No obstant això, una vegada la llengua va començar a formar-se, com totes les altres llengües, va entrar activament en contacte amb les llengües del seu entorn.

### La llengua de signes nicaragüenca com a "no escribible"
R. Senghas (1997) va fer servir l'expressió llengua "no parlable, no escribible" en el títol de la seva dissertació per a destacar el malentès comú que aquelles llengües sense forma escrita no són tan "reals" (un punt de vista sovint mantingut per aquells que no estudien llengües indígenes). D'una manera semblant, les llengües de signes sovint no reben un reconeixement merescut perquè no són parlades ni escrites. (Senghas mai ha afirmat que la llengua de signes nicaragüenca sigui inescribible; només ha dit que és el que pensa qui no ha estudiat les llengües de signes). Però des de 1996, els nicaragüencs escriuen la seva llengua tant a mà com amb ordinador fent servir SignWriting (vegeu www.signwriting.org i «www.nslpinc.org». Arxivat de l'original el 2006-02-28. [Consulta: 30 gener 2006]. per a exemples escrits d'ISN). Actualment, la llengua de signes nicaragüenca té la biblioteca més gran de textos escrits en qualsevol llengua de signes, inclosos tres volums de cursos de lectura d'ISN, Espanyol I i II (dos nivells de textos, llibres d'exercicis i manuals) i Cuentos Español (una col·lecció d'històries en espanyol amb glossaris d'ISN, un text de geografia, i molts d'altres).